# Hey! Say! 2010 TEN JUMP
『Hey! Say! 2010 TEN JUMP』（ヘイセイテンジャンプ）は、Hey! Say! JUMPの通算3枚目のDVD。DVD2枚組。2010年9月15日にジェイ・ストームから発売された。

## 概要
2010年春のコンサートツアー『Hey! Say! 2010 TEN JUMP』より京セラドーム（5月16日／最終公演）でのライブ模様を完全収録。ライブ映像の他に、リハーサル映像や舞台裏映像がドキュメンタリー形式で収録されている。初回プレス盤は、三方背クリアBOX仕様で、全44Pの歌詞付きスペシャルブックレットが封入されている。
2010年9月15日発売のDVDは発売初週で8.8万枚売上となり、前作に続きオリコンDVD週間ランキング総合首位を獲得、また前作の7.7万枚を上回る自身最高初動売上となった。

## 収録曲

### 本編映像

#### Disc 1
1. Dreams come true
2. トビラの向こう
3. 冒険ライダー
4. 瞳のスクリーン
5. Endless Dream
6. S.O.S - Hey! Say! 7
7. 輝きデイズ - Hey! Say! 7
8. スクールデイズ - Hey! Say! BEST
9. Score - Hey! Say! BEST
10. 真夜中のシャドーボーイ
11. Star Time
12. スクール革命
13. 太陽にLOVE MOTION!
14. FLY
15. Romeo & Juliet
16. 蜘蛛の糸 - 髙木雄也
17. ♪t♪ - 薮宏太
18. NYC
19. Dial Up
20. ゆめのタネ
21. 勇気100％

#### Disc 2
1. ガンバレッツゴー！ - Hey! Say! 7
2. ス・リ・ル - Hey! Say! BEST
3. Ultra Music Power
4. Hey! Say!
5. 情熱JUMP
6. TO THE TOP
7. Your Seed
8. Born in the EARTH
9. OUR FUTURE
10. 夢色
11. Romeo & Juliet

### 特典映像
Disc 2
1. 『Hey! Say! 2010 TEN JUMP』ツアードキュメント